# Via Verdi (gruppo musicale)
I Via Verdi sono un gruppo musicale italiano.
Il loro singolo più famoso, pubblicato nel dicembre 1985, s'intitola Diamond. Nel febbraio 1986, il disco ha raggiunto la prima posizione nella classifica dei più venduti in Italia. Dopo 35 anni nel 2020 sono ancora in attività con la pubblicazione dell'album "The Time Machine".

## Storia del gruppo
Gruppo italiano formato nel 1983 ad Ancona dal chitarrista Marco Grati e dal tastierista Glauco Medori, compositori, arrangiatori e produttori di tutto il repertorio Via Verdi fino a oggi. Nello stesso anno, si unisce al duo il batterista Maurizio Varano, che collabora con la band fino alla stesura e alla registrazione in studio di Diamond. Lanciati da Claudio Cecchetto (Diamond è stata la sigla di Deejay Television) hanno continuato la propria attività firmando prima con la Wea (Warner) e poi, nel 1988, con la Ricordi.
I Via Verdi si sono sciolti nel 1991 e riuniti nel novembre 1999, con la formazione originale composta da Marco Grati alla chitarra, Glauco Medori alle tastiere, Remo Zito cantante e Massimo Marchione alla batteria. Da questo momento sarà Marco Grati l'autore dei testi di tutti i brani fino ad oggi: Marco Grati e Glauco Medori hanno composto, arrangiato, prodotto o co-prodotto tutti i brani dei Via Verdi sino ad oggi. Nel 2001 Massimo Marchione esce di nuovo dal gruppo. Entra in formazione in un primo tempo il batterista pesarese Marco Fabbri e successivamente Mauro Saracini. La formazione oltre Marco Grati, Glauco Medori e Remo Zito vede Francesco Popolo al basso, Mauro Saracini alla batteria e Daniele Talocchi come chitarrista, collaboratore e supporto di Marco. Ancora una volta il cantante Remo Zito, per sua decisione, abbandona la formazione. Il progetto si ferma di nuovo.
Da questo momento Marco Grati e Glauco Medori cominciano un nuovo cammino con formazioni rinnovate e che si susseguono per circa dieci anni. Nel 2013 parte del lavoro fatto in Inghilterra viene convogliato in un nuovo album e parte di esso viene pubblicato con una formazione sempre capitanata da Marco Grati e Glauco Medori, il cantante Luca Mancinelli e in una prima fase il batterista Primiano Pavani, sostituito nel 2014 dal figlio di Glauco, Simone Medori, che da quel momento entra in pianta stabile nella formazione fino ad oggi. L'album Back to the Golden Age è stato quindi registrato in parte in Inghilterra con il contributo dei Real World Studios. I brani estratti da questo album, Losing you e Back to the Golden Age, vengono pubblicati nel 2014 per la Pirames International e sono cantati da Luca Mancinelli.
Il 2018 vede il rientro del cantante Remo Zito. Nel 2019 c'è il rientro in formazione del bassista Francesco Popolo, cantante, compositore e arrangiatore che già nel 2004 aveva collaborato con la band. Nel maggio 2019 esce il singolo Ogni cosa che c'è e viene pubblicato il libro Diamond from My Side - I Via Verdi di Stefano Spazzi per la Crac Edizioni. Il 6 dicembre 2019 esce il brano Show Your Face, primo singolo dell'album "The Time Machine", composto, arrangiato e prodotto da Marco Grati, Glauco Medori e Francesco Popolo. Il 31 gennaio 2020 viene pubblicato l'album The Time Machine. Tutti i brani di questo album sono stati composti, arrangiatii e prodotti da Marco Grati, Glauco Medori e Francesco Popolo.

## Formazione

### Formazione attuale
- Marco Grati - chitarre
- Glauco Medori - tastiere
- Remo Zito - voce
- Simone Medori - batteria e percussioni

### Ex componenti
- Patrizio Giuliante - autore ed arrangiamenti
- Maurizio Varano - batteria
- Massimo Marchione - batteria
- Adriano Pedini - batteria
- Marco Fabbri - batteria
- Mauro Saracini - batteria
- Primiano Pavani - batteria
- Armando Grati - basso, cori, tastiere, programmazione computers
- Aurelio Scalabroni - voce
- Luca Mancinelli - voce

## Discografia

### Album in studio
- 1987 – Trailer (WEA)
- 2020 – The Time Machine (THE SAIFAM GROUP - CIMBARECORD)
- 2021 - Diamond - Thirty Fifth Dawn (Ep picture disc vinile; THE SAIFAM GROUP - CIMBARECORD
- 2022 - Shade Of Red (Ep in vinile, doppio 45 giri; CIMBARECORD)

### Singoli
- 1985 – Diamond (WEA)
- 1987 – Sometimes (WEA)
- 1987 – You and Me (WEA)
- 1989 – Love is a dream (RICORDI)
- 2014 – Losing you (REAL WORLD STUDIOS - PIRAMES INTERNATIONAL)
- 2014 – Back to the golden age (PIRAMES INTERNATIONAL)
- 2019 – Ogni cosa che c'è (SONY)
- 2019 – Show Your Face (THE SAIFAM GROUP)
- 2020 - Dimmi se (THE SAIFAM GROUP)
- 2022 - It's a beautiful day (Cimbarecord)